# Tanahu District
Tanahu District er et af Nepals 75 administrative og politiske regioner, betegnet distrikter (lokalt betegnet district, zilla, jilla el. जिल्ला). Tanahu er et distrikt i bakkeområdet Middle Hills, som ligger i Gandaki Zone i Western Development Region.
Tanahu areal er 1.546 km² og der boede ved folketællingen 2001 i alt 315.237 og i 2007 352.120 i distriktet. Distriktets politiske organ District Development Committee er sammensat gennem indirekte valg, med repræsentation fra hver af de 9-17 administrative enheder ilakaer, hvert distrikt er opdelt i. 
Tanahu District er endvidere opdelt i 47 udviklingskommuner (lokalt navn: Gaun Bikas Samiti (G.B.S.) el. Village Development Committee (VDC)), hvoraf byer med over 10.000 indbyggere kategoriseres som købstæder (municipalities). 
Tanahu District er udviklingsmæssigt – gennem anvendelse af FN og UNDP's Human Development Index – kategoriseret som nr. 9 ud af Nepals 75 distrikter.

## Eksterne links
- Kort over Tanahu District
- Tanahu District sundhedsprofil – fra FN-Nepal (på engelsk)

27°55′N 84°15′Ø / 27.92°N 84.25°Ø